# Daphnopsis bissei
Daphnopsis bissei är en tibastväxtart som beskrevs av A. Noa Monzon. Daphnopsis bissei ingår i släktet Daphnopsis och familjen tibastväxter. Inga underarter finns listade i Catalogue of Life.